# Neven Subotić
Neven Subotić (in serbo Невен Суботић?; Banja Luka, 10 dicembre 1988) è un ex calciatore serbo con cittadinanza statunitense naturalizzato tedesco, di ruolo difensore.

## Biografia
Nato nella ex-Jugoslavia, più precisamente in Bosnia, all'età di cinque anni si trasferì con la sua famiglia in Germania. Due anni dopo si spostò negli Stati Uniti, in Florida. Nel 2018 ha ottenuto il passaporto tedesco.

## Caratteristiche tecniche
Negli anni si è affermato come uno tra i migliori difensori d'Europa. Dotato di un'altezza notevole e di un fisico possente, è però elegante nel gioco e tutt'altro che impacciato in quasi ogni aspetto del gioco, molto bravo nel gioco aereo e dotato di grande tecnica.. Bravo nei rilanci dalla difesa, sa anche avanzare palla al piede e può giocare a centrocampo.

## Carriera

### Club

#### Magonza
Negli Stati Uniti si allenò da solo, fu notato da Keith Fulk, l'assistente dell'allenatore della Nazionale statunitense Under-17, che lo consigliò all'allenatore John Ellinger il quale organizzò il trasferimento di Subotić all'University of South Florida.
Mentre giocava nei Paesi Bassi con la nazionale fu notato da un agente inglese che lo aiutò a trovare un contratto con il Magonza. Cresciuto nelle giovanili della squadra di Magonza, debutta nel match contro il Bayern Monaco, nell'ultima giornata della stagione 2006-2007, al termine della quale la squadra retrocede in Zweite Liga. Nella stagione successiva parte da titolare e guida quella che al termine del campionato sarà la miglior difesa del torneo.

#### Borussia Dortmund

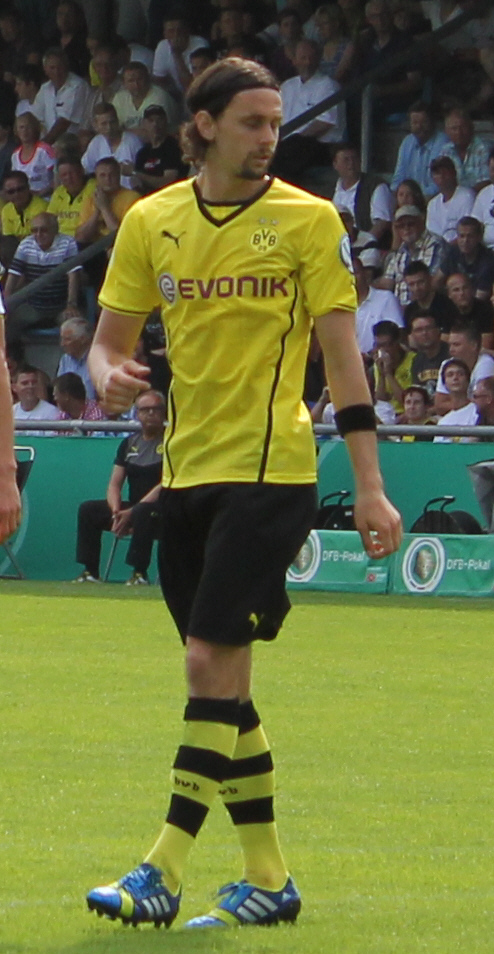
Subotić nel 2013 al Borussia Dortmund

Il 5 giugno 2008 firma un quinquennale con il Borussia Dortmund. Debutta con la maglia giallonera nel match - non ufficiale - di Supercoppa di Germania contro il Bayern Monaco, vinto per 2-1. Un anno dopo, grazie alle sue buone prestazioni, il Borussia Dortmund decide di prolungare il suo contratto.
Nella stagione 2010-2011 vince il primo trofeo della sua carriera: la Bundesliga. Inoltre segna il suo primo gol europeo nella sfida di Europa League contro il Siviglia, gara terminata sul punteggio di 2-2. Si ripete nell'annata successiva vincendo di nuovo la Bundesliga della stagione 2011-2012 collezionando 25 presenze arricchite con 1 assist nella partita vinta 4-0 contro il Friburgo. Nella stagione 2012-2013 realizza uno dei 5 gol fatti nel derby al Borussia Mönchengladbach nonché il suo primo gol in un derby. Il 25 maggio gioca la finale di champions league persa in finale contro i rivali del Bayern Monaco per 2-1 salvando un tiro degli avversari sulla linea di porta in scivolata sul risultato di 1-1 tenendo così vive le speranze della sua squadra di riuscire a vincere la Champions League.
Inizia l'annata 2013-2014 vincendo la Supercoppa di Germania ai danni del Bayern Monaco per 4-2. Il 9 novembre in occasione della trasferta persa sul campo del Wolfsburg per 2-1 esce a fine primo tempo a causa di un grave infortunio, una rottura del legamento crociato che gli fa terminare anzitempo la stagione finita per lui. La stagione 2014-2015 si apre con la vittoria della Supercoppa di Germania, battendo il Bayern Monaco con il punteggio di 2-0. Torna a giocare dopo il terribile infortunio il 16 agosto 2014 in occasione dei trentaduesimi di finale della Coppa di Germania, partita vinta 4-1 dalla sua squadra sul campo del Stuttgarter Kickers.

#### Colonia
Il 26 gennaio 2017 viene ceduto in prestito al Colonia, lasciando il Borussia dopo 8 anni.

#### Union Berlino
Il 4 luglio 2019 firma con l'Union Berlino, neopromosso in Bundesliga. Nel club tedesco collezionerà 23 presenze senza mai andare a segno.
Denizlispor
Il 18 settembre 2020, firma per il Denizlispor, club della Süper Lig turca. Nel club, rimarrà appena 4 mesi, collezionando 5 presenze e segnando un gol.
Altach e ritiro
Il 31 gennaio 2021, firmerà un contratto valido fino alla fine della stagione per l'Altach, nella massima serie austriaca. In 6 mesi, si appresterà a scendere in campo per 10 volte senza andare a segno.
Il 1⁰ luglio 2022, il suo contratto terminerà, rimanendo svincolato, per poi ritirarsi definitivamente dal calcio giocato dopo 14 anni di onorata carriera.

### Nazionale

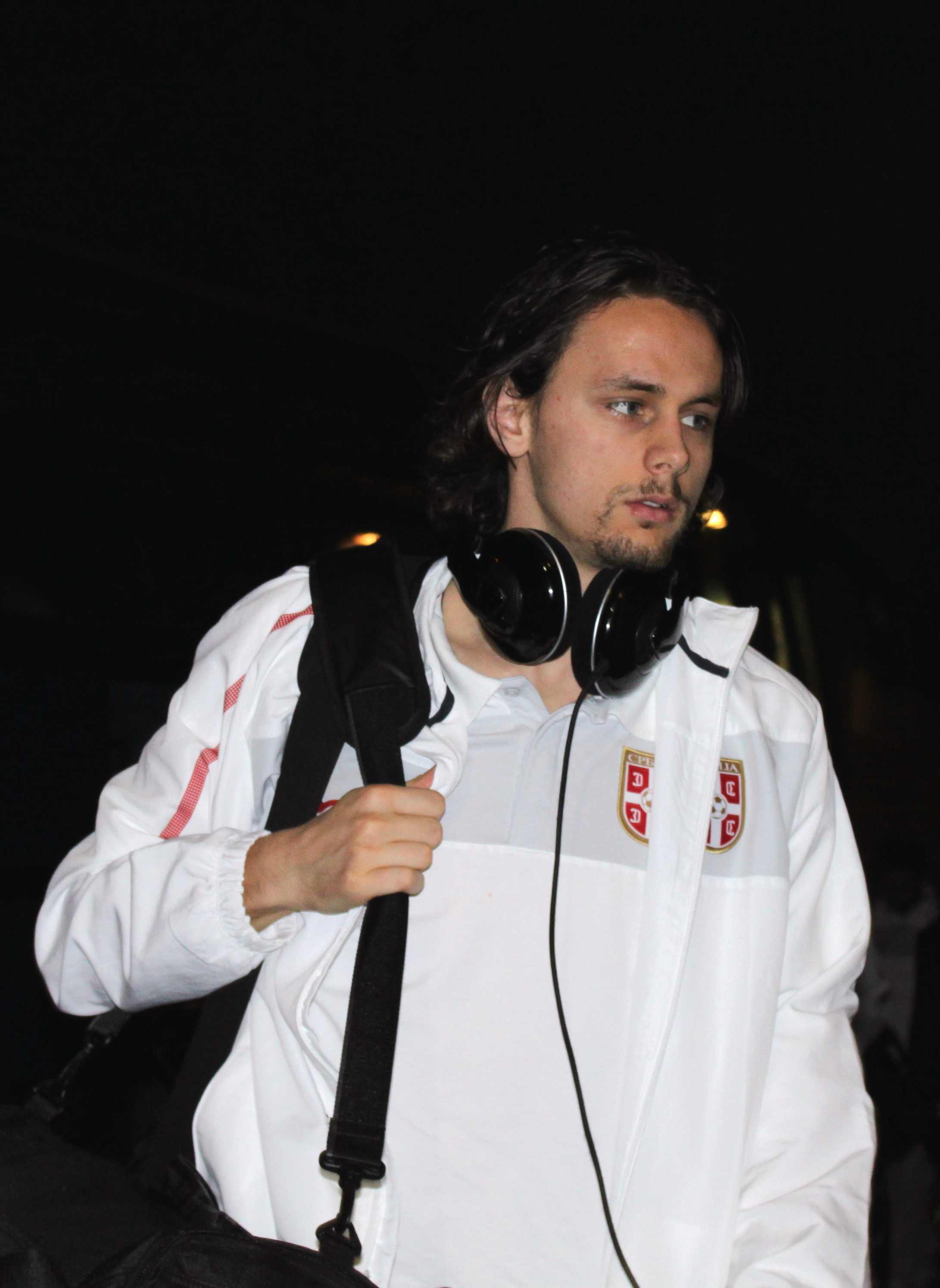
Subotić con la Nazionale della Serbia

Avendo trascorso l'adolescenza negli Stati Uniti, è stato più volte convocato nelle rappresentative giovanili americane. Potendo scegliere di essere convocato dalle nazionali maggiori di Stati Uniti, Serbia, Bosnia ed Erzegovina Germania, che manifestano il loro interesse dopo l'arrivo di Subotić al Borussia Dortmund, il 18 dicembre 2008 annuncia la sua decisione di giocare con la Nazionale serba e qualche giorno dopo notifica ufficialmente la sua scelta alla federcalcio americana.
Esordisce il 28 marzo 2009 nel match contro la Romania, valido per le qualificazioni al Mondiale 2010. Successivamente viene convocato da Radomir Antić una volta ottenuta la qualificazione alla manifestazione tenuta in Sudafrica.

## Statistiche

### Presenze e reti nei club
Statistiche aggiornate al 31 maggio 2018.
| Stagione                 | Squadra                  | Campionato               | Campionato | Campionato | Coppe nazionali | Coppe nazionali | Coppe nazionali | Coppe continentali | Coppe continentali | Coppe continentali | Altre coppe | Altre coppe | Altre coppe | Totale | Totale |
| Stagione                 | Squadra                  | Comp                     | Pres       | Reti       | Comp            | Pres            | Reti            | Comp               | Pres               | Reti               | Comp        | Pres        | Reti        | Pres   | Reti   |
| ------------------------ | ------------------------ | ------------------------ | ---------- | ---------- | --------------- | --------------- | --------------- | ------------------ | ------------------ | ------------------ | ----------- | ----------- | ----------- | ------ | ------ |
| 2006-2007                | Template:Magonza         | BL                       | 1          | 0          | CG              | 0               | 0               | -                  | -                  | -                  | -           | -           | -           | 1      | 0      |
| 2007-2008                | Template:Magonza         | 2L                       | 33         | 4          | CG              | 1               | 0               | -                  | -                  | -                  | -           | -           | -           | 34     | 4      |
| Totale Magonza           | Totale Magonza           | Totale Magonza           | 34         | 4          |                 | 1               | 0               |                    | -                  | -                  |             | -           | -           | 35     | 4      |
| 2008-2009                | Borussia Dortmund        | BL                       | 33         | 6          | CG              | 3               | 0               | CU                 | 2                  | 0                  | -           | -           | -           | 38     | 6      |
| 2009-2010                | Borussia Dortmund        | BL                       | 34         | 3          | CG              | 3               | 0               | -                  | -                  | -                  | -           | -           | -           | 37     | 3      |
| 2010-2011                | Borussia Dortmund        | BL                       | 31         | 1          | CG              | 2               | 1               | UEL                | 8                  | 1                  | -           | -           | -           | 41     | 3      |
| 2011-2012                | Borussia Dortmund        | BL                       | 25         | 0          | CG              | 5               | 0               | UCL                | 4                  | 0                  | SG          | 0           | 0           | 34     | 0      |
| 2012-2013                | Borussia Dortmund        | BL                       | 25         | 3          | CG              | 4               | 0               | UCL                | 11                 | 0                  | SG          | 1           | 0           | 41     | 3      |
| 2013-2014                | Borussia Dortmund        | BL                       | 10         | 0          | CG              | 1               | 0               | UCL                | 4                  | 0                  | SG          | 1           | 0           | 16     | 0      |
| 2014-2015                | Borussia Dortmund        | BL                       | 28         | 2          | CG              | 5               | 1               | UCL                | 7                  | 0                  | SG          | 0           | 0           | 40     | 3      |
| 2015-2016                | Borussia Dortmund        | BL                       | 6          | 0          | CG              | 0               | 0               | UEL                | 5                  | 0                  | -           | -           | -           | 11     | 0      |
| gen.-giu. 2017           | Colonia                  | BL                       | 12         | 0          | CG              | 0               | 0               | -                  | -                  | -                  | -           | -           | -           | 12     | 0      |
| 2017-gen. 2018           | Borussia Dortmund        | BL                       | 4          | 0          | CG              | 0               | 0               | UCL                | 1                  | 0                  | SG          | 0           | 0           | 5      | 0      |
| Totale Borussia Dortmund | Totale Borussia Dortmund | Totale Borussia Dortmund | 196        | 15         |                 | 23              | 2               |                    | 42                 | 1                  |             | 2           | 0           | 263    | 18     |
| gen.-giu. 2018           | Saint-Étienne            | L1                       | 16         | 2          | CF+CdL          | -               | -               | -                  | -                  | -                  | -           | -           | -           | 16     | 2      |
| 2018-2019                | Saint-Étienne            | L1                       | 26         | 1          | CF+CdL          | 1+1             | -               | -                  | -                  | -                  | -           | -           | -           | 28     | 1      |
| Totale Saint-Étienne     | Totale Saint-Étienne     | Totale Saint-Étienne     | 42         | 3          |                 | 2               | 0               |                    | 0                  | 0                  |             | 0           | 0           | 44     | 3      |
| 2019-2020                | Union Berlino            | BL                       | 23         | 1          | CG              | 0               | 0               | -                  | -                  | -                  | -           | -           | -           | 23     | 1      |
| 2020-gen. 2021           | Denizlispor              | SL                       | 5          | 1          | CT              | -               | -               | -                  | -                  | -                  | -           | -           | -           | 5      | 1      |
| gen.-giu. 2021           | Altach                   | BL                       | 10         | 0          | CA              | -               | -               | -                  | -                  | -                  | -           | -           | -           | 10     | 0      |
| Totale carriera          | Totale carriera          | Totale carriera          | 322        | 24         |                 | 26              | 2               |                    | 42                 | 1                  |             | 2           | 0           | 392    | 27     |

### Cronologia presenze e reti in Nazionale
| Cronologia completa delle presenze e delle reti in nazionale ― Serbia | Cronologia completa delle presenze e delle reti in nazionale ― Serbia | Cronologia completa delle presenze e delle reti in nazionale ― Serbia | Cronologia completa delle presenze e delle reti in nazionale ― Serbia | Cronologia completa delle presenze e delle reti in nazionale ― Serbia | Cronologia completa delle presenze e delle reti in nazionale ― Serbia | Cronologia completa delle presenze e delle reti in nazionale ― Serbia | Cronologia completa delle presenze e delle reti in nazionale ― Serbia |
| Data                                                                  | Città                                                                 | In casa                                                               | Risultato                                                             | Ospiti                                                                | Competizione                                                          | Reti                                                                  | Note                                                                  |
| --------------------------------------------------------------------- | --------------------------------------------------------------------- | --------------------------------------------------------------------- | --------------------------------------------------------------------- | --------------------------------------------------------------------- | --------------------------------------------------------------------- | --------------------------------------------------------------------- | --------------------------------------------------------------------- |
| 28-3-2009                                                             | Costanza                                                              | Romania                                                               | 2 – 3                                                                 | Serbia                                                                | Qual. Mondiali 2010                                                   | -                                                                     | 66’ 73’                                                               |
| 1-4-2009                                                              | Belgrado                                                              | Serbia                                                                | 2 – 0                                                                 | Svezia                                                                | Amichevole                                                            | -                                                                     |                                                                       |
| 6-6-2009                                                              | Belgrado                                                              | Serbia                                                                | 1 – 0                                                                 | Austria                                                               | Qual. Mondiali 2010                                                   | -                                                                     |                                                                       |
| 10-6-2009                                                             | Tórshavn                                                              | Fær Øer                                                               | 0 – 2                                                                 | Serbia                                                                | Qual. Mondiali 2010                                                   | 1                                                                     |                                                                       |
| 12-8-2009                                                             | Pretoria                                                              | Sudafrica                                                             | 1 – 3                                                                 | Serbia                                                                | Amichevole                                                            | -                                                                     |                                                                       |
| 10-10-2009                                                            | Belgrado                                                              | Serbia                                                                | 5 – 0                                                                 | Romania                                                               | Qual. Mondiali 2010                                                   | -                                                                     | 73’                                                                   |
| 14-10-2009                                                            | Marijampolė                                                           | Lituania                                                              | 2 – 1                                                                 | Serbia                                                                | Qual. Mondiali 2010                                                   | -                                                                     | 19’                                                                   |
| 14-11-2009                                                            | Belfast                                                               | Irlanda del Nord                                                      | 0 – 1                                                                 | Serbia                                                                | Amichevole                                                            | -                                                                     | 46’                                                                   |
| 18-11-2009                                                            | Londra                                                                | Corea del Sud                                                         | 0 – 1                                                                 | Serbia                                                                | Amichevole                                                            | -                                                                     |                                                                       |
| 3-3-2010                                                              | Algeri                                                                | Algeria                                                               | 0 – 3                                                                 | Serbia                                                                | Amichevole                                                            | -                                                                     | 85’                                                                   |
| 29-5-2010                                                             | Klagenfurt                                                            | Serbia                                                                | 0 – 1                                                                 | Nuova Zelanda                                                         | Amichevole                                                            | -                                                                     |                                                                       |
| 2-6-2010                                                              | Kufstein                                                              | Polonia                                                               | 0 – 0                                                                 | Serbia                                                                | Amichevole                                                            | -                                                                     |                                                                       |
| 5-6-2010                                                              | Belgrado                                                              | Serbia                                                                | 4 – 3                                                                 | Camerun                                                               | Amichevole                                                            | -                                                                     |                                                                       |
| 13-6-2010                                                             | Pretoria                                                              | Serbia                                                                | 0 – 1                                                                 | Ghana                                                                 | Mondiali 2010 - 1º turno                                              | -                                                                     | 76’                                                                   |
| 18-6-2010                                                             | Port Elizabeth                                                        | Germania                                                              | 0 – 1                                                                 | Serbia                                                                | Mondiali 2010 - 1º turno                                              | -                                                                     | 57’                                                                   |
| 11-8-2010                                                             | Belgrado                                                              | Serbia                                                                | 0 – 1                                                                 | Grecia                                                                | Amichevole                                                            | -                                                                     |                                                                       |
| 3-9-2010                                                              | Tórshavn                                                              | Fær Øer                                                               | 0 – 3                                                                 | Serbia                                                                | Qual. Euro 2012                                                       | -                                                                     |                                                                       |
| 7-9-2010                                                              | Belgrado                                                              | Serbia                                                                | 1 – 1                                                                 | Slovenia                                                              | Qual. Euro 2012                                                       | -                                                                     |                                                                       |
| 12-10-2010                                                            | Genova                                                                | Italia                                                                | 3 – 0 tav                                                             | Serbia                                                                | Qual. Euro 2012                                                       | -                                                                     |                                                                       |
| 17-11-2010                                                            | Sofia                                                                 | Bulgaria                                                              | 0 – 1                                                                 | Serbia                                                                | Amichevole                                                            | -                                                                     |                                                                       |
| 9-2-2011                                                              | Tel Aviv                                                              | Israele                                                               | 0 – 2                                                                 | Serbia                                                                | Amichevole                                                            | -                                                                     |                                                                       |
| 25-3-2011                                                             | Belgrado                                                              | Serbia                                                                | 2 – 1                                                                 | Irlanda del Nord                                                      | Qual. Euro 2012                                                       | -                                                                     |                                                                       |
| 3-6-2011                                                              | Seul                                                                  | Corea del Sud                                                         | 2 – 1                                                                 | Serbia                                                                | Amichevole                                                            | -                                                                     | 83’                                                                   |
| 7-6-2011                                                              | Melbourne                                                             | Australia                                                             | 0 – 0                                                                 | Serbia                                                                | Amichevole                                                            | -                                                                     | 65’                                                                   |
| 2-9-2011                                                              | Belfast                                                               | Irlanda del Nord                                                      | 0 – 1                                                                 | Serbia                                                                | Qual. Euro 2012                                                       | -                                                                     |                                                                       |
| 6-9-2011                                                              | Belgrado                                                              | Serbia                                                                | 3 – 1                                                                 | Fær Øer                                                               | Qual. Euro 2012                                                       | -                                                                     |                                                                       |
| 7-10-2011                                                             | Belgrado                                                              | Serbia                                                                | 1 – 1                                                                 | Italia                                                                | Qual. Euro 2012                                                       | -                                                                     |                                                                       |
| 11-10-2011                                                            | Maribor                                                               | Slovenia                                                              | 1 – 0                                                                 | Serbia                                                                | Qual. Euro 2012                                                       | -                                                                     |                                                                       |
| 28-2-2012                                                             | Limassol                                                              | Serbia                                                                | 2 – 0                                                                 | Armenia                                                               | Amichevole                                                            | -                                                                     | 78’                                                                   |
| 26-5-2012                                                             | San Gallo                                                             | Spagna                                                                | 2 – 0                                                                 | Serbia                                                                | Amichevole                                                            | -                                                                     |                                                                       |
| 5-6-2012                                                              | Solna                                                                 | Svezia                                                                | 2 – 1                                                                 | Serbia                                                                | Amichevole                                                            | 1                                                                     |                                                                       |
| 22-3-2013                                                             | Zagabria                                                              | Croazia                                                               | 2 – 0                                                                 | Serbia                                                                | Qual. Mondiali 2014                                                   | -                                                                     | 85’                                                                   |
| 26-3-2013                                                             | Novi Sad                                                              | Serbia                                                                | 2 – 0                                                                 | Scozia                                                                | Qual. Mondiali 2014                                                   | -                                                                     |                                                                       |
| 7-6-2013                                                              | Bruxelles                                                             | Belgio                                                                | 2 – 1                                                                 | Serbia                                                                | Qual. Mondiali 2014                                                   | -                                                                     |                                                                       |
| 14-8-2013                                                             | Barcellona                                                            | Colombia                                                              | 1 – 0                                                                 | Serbia                                                                | Amichevole                                                            | -                                                                     |                                                                       |
| 6-9-2013                                                              | Belgrado                                                              | Serbia                                                                | 1 – 1                                                                 | Croazia                                                               | Qual. Mondiali 2014                                                   | -                                                                     |                                                                       |
| Totale                                                                |                                                                       | Presenze                                                              | 36                                                                    |                                                                       | Reti                                                                  | 2                                                                     |                                                                       |

## Palmarès

### Club

#### Competizioni nazionali
- Campionato tedesco: 2

Borussia Dortmund: 2010-2011, 2011-2012
- Coppa di Germania: 1

Borussia Dortmund: 2011-12
- Supercoppa di Germania: 2

Borussia Dortmund: 2013, 2014